# Xuanwumen (metropolitana di Pechino)
Xuanwumen (in cinese: 宣武门站S, Xuānwǔmén zhànP) è una stazione della linea circolare 2 e della linea 4 della metropolitana di Pechino.
La stazione della linea 2 è stata inaugurata il 15 dicembre 1971, mentre quella della linea 4 è entrata in funzione in concomitanza con l'inaugurazione dell'intera linea, avvenuta il 28 settembre 2009. Nella stazione di Xuanwumen transitano mediamente 350 000 passeggeri al giorno.

## Posizione
La stazione di Xuanwumen sorge sopra l'antica Porta di Xuanwu, che un tempo era posizionata lungo le antiche mura di Pechino, demolita per consentire la costruzione della metropolitana. Situata nel distretto di Xicheng, la stazione di Xuanwumen si trova lungo l'incrocio tra Xuanwumen Inner Street — Xuanwumen Outer Street e East Xuanwumen Road — West Xuanwumen Road.

## Struttura e impianti
Le stazioni di entrambe le linee sono dotate di una banchina centrale, ai lati della quale passano i treni per entrambe le direzioni. La stazione della linea 2 fa parte della prima fase del progetto di realizzazione della metropolitana di Pechino, per questo presenta una struttura più arretrata, non dotata di atrio d'ingresso dedicato, senza corridoi di collegamento adeguati al numero di passeggeri che transitano. Infatti, a causa di corridoi di soli 2,4 metri di larghezza, la stazione della linea 2 può sostenere al massimo 8 800 passeggeri durante le ore di punta, a fronte delle oltre 15 000 persone che invece vi transitano. Per superare questo problema, nel 2020 sono stati aperti ulteriori 3 corridoi di trasferimento aumentando la capacità fino a 55 000 passeggeri per ora.
La stazione è organizzata in quattro piani sotterranei, dove i primi due piani sono dedicati rispettivamente all'atrio e ai binari della linea 2, mentre il terzo e il quarto piano sotterraneo a atrio e binari della linea 4.
Erano originariamente presenti 11 accessi alla stazione di Xuanwumen, attualmente ridotti a 6. I sei ingressi sono indicati con le lettere B, C, E, F, G e H, con l'accesso E dotato anche di ascensore per le persone con disabilità motorie.

## Servizi
Le stazioni dispongono di:
- Accessibilità per portatori di handicap (solo uscita E)
- Ascensore (solo uscita E)
- Scale mobili
- Emettitrice automatica biglietti
- Servizi igienici
- Sportello automatico
- Distributori automatici
- Stazione video sorvegliata
- Ufficio polizia

### Orari
Linea 2
Essendo una linea circolare, la linea 2 dispone di due percorsi concentrici che operano come segue:
- L'anello interno, da Jishuitan direzione Dongzhimen e Fuxingmen, con tratte ridotte che terminano a Xizhimen.
- L'anello esterno, da Xizhimen direzione Fuxingmen e Dongzhimen, con tratte ridotte che terminano a Jishuitan.

Per il servizio dell'anello interno, la prima corsa da Xuanwumen parte alle 5:20 mentre l'ultimo treno che esegue il percorso completo è alle 22:45. Per le tratte ridotte, l'ultimo treno con destinazione finale Xizhimen è previsto alle 23:32.
Riguardo l'anello esterno, la prima corsa è alle 5:21 mentre l'ultimo treno che esegue il percorso completo è previsto alle 22:26. L'ultima corsa ridotta fino a Jishuitan parte da Xuanwumen alle 23:11.
Linea 4
Dal 30 dicembre 2010 la linea 4 condivide il percorso con la Linea Daxing; dalla stazione di Xidan si operano i servizi come segue:
- Un servizio che copre l'intera tratta, da Anheqiao Nord, da dove inizia la Linea 4, fino a Tiangongyuan, capolinea della Linea Daxing.[5]
- Un servizio ridotto che copre l'intera Linea 4 al quale si aggiunge la fermata Xingong della Linea Daxing, la prima stazione della Linea Daxing, quindi offrendo corse da Anheqiao Nord a Xingong. I passeggeri che intendono proseguire verso sud devono scendere e cambiare binario in direzione Tiangongyuan.[13]

La prima corsa direzione Anheqiao Nord parte tutti i giorni alle 5:18 da Xidan, mentre l'ultima alle 23:33. In direzione Tiangongyuan (linea Daxing), il primo treno opera alle ore 5:33 mentre l'ultimo alle 23:10. Inoltre, relativamente al servizio ridotto della linea, l'ultima corsa da Xidan parte alle 23:23 e termina a Gongyi Xiqiao alle 23:39.

### Tariffazione
Dalla stazione di Xidan la tariffazione parte da un prezzo di ¥3 (circa €0,40), a seconda della distanza di viaggio totale da percorrere, fino a un massimo di ¥7 (circa €1). Se si usa la carta dei trasporti, il prezzo viene scontato del 20% per le corse dopo una spese di ¥100 (circa €13) in un mese solare, del 50% per le corse dopo i ¥150 (circa €20) di spesa e superati i ¥400 di spesa (circa €52) non ci saranno ulteriori sconti.

## Interscambi
- Fermata autobus